# Jocelyn Simon, Baron Simon of Glaisdale
Jocelyn Edward Salis Simon, Baron Simon of Glaisdale PC KC DL (* 16. Januar 1911 in Hampstead; † 7. Mai 2006) war ein britischer Politiker der Conservative Party und Jurist, der zwischen 1951 und 1962 Abgeordneter des House of Commons war und 1971 aufgrund des Life Peerages Act 1958 Mitglied des House of Lords wurde sowie zuletzt zwischen 1971 und 1977 Lordrichter (Lord of Appeal in Ordinary) war.

## Leben

### Rechtsanwalt und Offizier im Zweiten Weltkrieg
Simon, Sohn eines Brokers an der London Stock Exchange, absolvierte nach dem Besuch der elitären Gresham’s School zunächst ein Studium der Anglistik an der Trinity Hall der University of Cambridge sowie anschließend ein Studium der Rechtswissenschaften. Nach seiner anwaltlichen Zulassung bei der Rechtsanwaltskammer (Inns of Court) von Middle Temple trat er als Barrister in die Anwaltskanzlei von Alfred Denning ein, wo er sich schwerpunktmäßig mit Familienrecht und dem sogenannten Trust Law befasste.
Während des Zweiten Weltkrieges trat er in das Inns of Court Regiment und versah anschließend als Offizier Dienst im Royal Tank Regiment. Bei der Invasion auf Madagaskar 1942 kommandierte er eine Gruppe von drei Valentine-Panzern des Royal Armoured Corps und später bei der Befreiung Frankreichs vom Vichy-Regime. Für seinen Einsatz in der 36. Infanteriedivision im Burmafeldzug wurde er im Kriegsbericht erwähnt (Mentioned in Despatches) und zuletzt zum Oberstleutnant befördert.
Nach Kriegsende nahm er seine anwaltliche Tätigkeit wieder auf und wurde für seine anwaltlichen Verdienste 1951 zum Kronanwalt (King’s Counsel) ernannt.

### Unterhausabgeordneter, Juniorminister und Solicitor General
Bei den Unterhauswahlen vom 25. Oktober 1951 wurde Simon als Kandidat der Conservative Party erstmals zum Abgeordneten des House of Commons gewählt und vertrat für die konservativen Tories den Wahlkreis Middlesbrough West bis zum 28. Februar 1962.
Während dieser Zeit war er zunächst zwischen 1951 und 1954 Parlamentarischer Privatsekretär Lionel Heald, der zu dieser Zeit Generalstaatsanwalt (Attorney General) von England und Wales war. 1957 wurde er Parlamentarischer Unterstaatssekretär im Innenministerium (Home Office), ehe er 1958 als Nachfolger von Enoch Powell als Finanzsekretär (Financial Secretary) in das Schatzamt (HM Treasury) wechselte. Dieses Amt bekleidete er ein Jahr lang bis zu seiner Ablösung durch Edward Boyle, der zuvor Parlamentarischer Sekretär im Bildungsministerium war.
Simon selbst wurde 1959 Nachfolger von Harry Hylton-Foster als Solicitor General von England und Wales und übte diese Funktion bis 1962 aus. Nachfolger wurde daraufhin John Hobson.

### Oberhausmitglied und Lordrichter
Nach seinem Ausscheiden aus dem Unterhaus am 28. Februar 1962 wurde Simon, der 1961 auch Privy Councillor wurde, an den für England und Wales zuständigen High Court of Justice berufen, an dem er als Nachfolger von Boyd Merriman, 1. Baron Merriman Präsident der Testaments-, Scheidungs- und Admiralitätsabteilung (Probate, Divorce and Admiralty Division) wurde. Nach neunjähriger Tätigkeit wurde er am 19. April 1971 in diesem Amt, das anschließend in Familienabteilung (Family Division) umstrukturiert wurde, von George Baker abgelöst.
Simon, der durch ein Letters Patent vom 5. Februar 1971 aufgrund des Life Peerages Act 1958 als Baron Simon of Glaisdale, of Glaisdale in the North Riding of the County of Yorkshire, in den Adelstand berufen und damit Mitglied des House of Lords wurde, wurde daraufhin am 19. April 1971 Lordrichter (Lord of Appeal in Ordinary). Dieses Richteramt übte er bis zu seinem Eintritt in den Ruhestand am 30. September 1977 aus.
Zugleich wurde Baron Simon 1973 Deputy Lieutenant von North Yorkshire.